# Хэлси, Бретт
Чарльз Оливер Хэнд (англ. Charles Oliver Hand; род. 20 июня 1933, Санта-Ана, Калифорния) — американский актёр, лауреат премии «Золотой глобус» .

## Биография
Бретт Хэлси родился 20 июня 1933 года.
С детства интересовавшийся актёрским мастерством, юный Бретт работал посыльным на телестудии CBS, где его определили в Школу для начинающих актёров. 
Хэлси служил в военно-морском флоте США во время Корейской войны, работая диск-жокеем . Хэлси появился в роли Свифт Оттер, индейца-шайенна, в эпизодах 1956 года «Дух Скрытой долины» и «Нежный воин». В том же году он сыграл Эльзера в телевизионном вестерне Джеймса Арнесса «Оружейный дым».
В 1958 году Хэлси несколько раз приглашался на главную роль лейтенанта Саммерса в синдицированном вестерне Ричарда Карлсона «Рейдеры Маккензи». В том же году Хэлси получил главную роль моряка в эпизоде другого синдицированного сериала «Дорожный патруль». Он появился в роли Роберта Финчли в эпизоде «Дело осторожной кокетки» Перри Мейсона 1958 года, а также сыграл главную роль в подростковом фильме Роджера Кормана «Плачущий младенец-убийца». 
В 1959 году он сыграл одну из главных ролей в научно-фантастическом фильме «Атомная подводная лодка». Хэлси появился в эпизоде «Тонкий лёд» в 1959 году сериала «Пять пальцев».
Хэлси в Соединенные Штаты в начале 1970-х годов и работал в кино и на телевидении. Он появился в сериалах «Больница общего профиля» и «Любовь — великолепная вещь», а также в таких фильмах, как «Где болит?» с Питером Селлерсом. Он также появился в роли капитана роскошного космического лайнера у Бака Роджерса в эпизоде «Круизный лайнер к звездам» и в эпизоде «Коломбо» «Смерть протягивает руку помощи».